# Баоань (народ)
Баоань (кит. упр. 保安族, пиньинь Bǎoān Zú, самоназвание — боунаң куң; старое название — баоаньхуэй, название баоань с 1950 г.) — монгольский народ в Китае, входит в 56 официально признанных народов Китая. Живут преимущественно в провинции Ганьсу (90,6 %), 5 % — Цинхай, 3,9 % — в Синьцзян-Уйгурском автономном районе. Численность населения по данным переписи 2000 г. составляет 16 505 человек.

## Язык
Народ баоань говорят на баоаньском языке, относящемся к монгольской ветви алтайской языковой семьи, который близок к дунсянскому. В отличие от других монгольских языков, в баоаньском долгие гласные встречаются только в односложных словах и в первом слоге двусложных слов и не обладают особой смыслоразличительной функцией. Для него также характерно отсутствие строго выдержанной гармонии гласных. Язык баоаней бесписьменный, и в качестве письменного языка народ использует китайский. В баоаньском языке выделяют два диалекта: дахэцзяский (уезд Линься, провинция Ганьсу) и тунжэньский (уезд Тунжэнь, провинция Цинхай) (Тодаева 1964: 4-6).

## История народа
Согласно историческим хроникам, в период династий Юань и Мин в тибетских районах в области Тонгрен провинции Цинхай были расквартированы монгольские войска. Эти монголы в течение долгого времени занимались обработкой земли и скотоводством и поддерживали тесные связи с народами хуэй, хань, тибетцами и монгорами, жившими по соседству. Это способствовало постепенному формированию новой национальности.
Во время правления династии Мин в районе Тунжэнь был установлен защитный лагерь и построен город Баоань, с чем, по-видимому, и связано происхождение названия народа, изначально звучавшее как «баоаньхуэй», то есть «баоаньские мусульмане» (в ту пору в Китае выражение «хуэй» относилось ко всевозможным мусульманам, а не только к китайскоговорящим). В 1950 году по их желанию им было дано название «баоань».
В XVI веке баоани проживали в трёх поселениях на берегу реки Лунъу, однако во времена правления императора Тунчжи этот народ подвергся гонениям со стороны буддийского монастыря. Баоани были вынуждены бежать сначала в Сюньхуа, где, как полагают, Ма Лайчи (духовный наследник Аппак Ходжи) обратил их в мусульманскую веру. В 1870-х годах, после поражению дунганского восстания, они в большинстве своём перебрались чуть подальше, на восток, в провинцию Ганьсу, и наконец основательно обосновались у подножья горы Цзиши в уезде Линься, где основали три поселения — Дадун, Ганмэй и Гаоли.
В настоящее время «официально признанные» баоани (мусульмане) проживают в Цзишишань-баоань-дунсян-саларском автономном уезде Линься-Хуэйского автономного округа провинции Ганьсу, а также в соседнем уезде Сюньхуа провинции Цинхай. Некоторое количество баоней остались на своей исторической родине в Баоане (уезд Тунжэнь пров. Цинхай) и продолжают исповедовать ламаизм. Однако, хотя они говорят на баоаньском языке получше своих собратьев в Ганьсу, официально они считаются вовсе не баоанями, а частью народа ту.
До образования КНР из-за неблагоприятных природных условий и засушливого климата жизнь баоань была очень сложной, общество и экономика развивались медленно. Однако после провозглашения Нового Китая баоань получили автономию, в 1952 году была создана баоаньская национальная волость, а 30 ноября 1981 года был создан Цзишишань-баоань-дунсян-саларский автономный уезд. Депутаты от баоань активно участвуют в работе сессий ВСНП и Собрания Народных Представителей
провинций.
В течение 40 лет жизнь баоань заметно улучшилась. Произошли большие изменения в политической, экономической, культурной и других областях их жизни. Теперь, благодаря государственной поддержке, баоань не только больше не голодают, но и обрабатывают землю при помощи современной сельскохозяйственной техники. Раньше у баоань была лишь одна начальная школа. Теперь же появились больница, магазин, почта. По сравнению с 1949 годом количество учеников баоань в школах увеличилось в 16 с лишним раз. Активно развивается торговля и сельское хозяйство.

## Традиции
- Центром духовной жизни баоань является мечеть.
- Баоани сохранили такие традиционные монгольские виды спорта, как конные соревнования, состязания в стрельбе из лука, борьбу.
- Богатые традиции устного и песенно-танцевального фольклора. Песни и танцы баоаней схожи с тибетскими. Мужчины баоаней играют на традиционных струнных и деревянных духовых инструментах и часто импровизируют.
- Такие традиции как фестивали и похоронные ритуалы сходны с традициями хуэй, саларов и дунсян, живущих по соседству.
- Праздники баоаней в основном непосредственно связаны с их религией. Наиболее широко отмечаемые из них — Малый Байрам и Курбан Байрам. Также баоани отмечают Китайский Новый год (Zhang Weiwen 1993:71; Тодаева 1965).

### Традиционные хозяйственные занятия
- Пашенное богарное земледелие. Баоань выращивают пшеницу, ячмень, кукурузу, гречиху.
- Скотоводство (крупный и мелкий рогатый скот, лошади, верблюды).
- Лесоводство.
- Ремёсла. Широко известны баоаньские обоюдоострые орнаментированные ножи в кожаных ножнах, кинжалы, изделия из серебра(Решетов 1998: 80).

Согласно историческим хроникам, уже в период династии Юань баоань делали красивые сабли с деревянной рукояткой в кожаных ножнах. Впоследствии технология изготовления сабель все совершенствовалась и достигла очень высокого уровня. В процессе изготовления сабли совершается от 40 до 80 с лишним операций. Благодаря своему изяществу и красивому внешнему виду сабля у баоаней уже стала неотделимой частью национальной культуры. Свои сабли баоани преподносят в качестве подарка почётным гостям, они также являются предметом подношения в знак любви у молодых баоаней (Zhang Weiwen 1993: 72).

### Традиционное жилище
- Дома баоань из сырцового самана, с каном внутри (Решетов 1998: 80).

### Традиционная одежда
- Мужская одежда — рубаха и штаны, зимой мужчины баоань надевают тулуп. Носят шапочку или головную повязку из синей или белой хлопчатобумажной ткани, рубашка как правило белая, поверх которой надевают ещё и синюю безрукавку. Неотъемлемым атрибутом являются также разноцветные пояса длиной в четыре метра, кожаные сапоги. На пояс вешается сабля, к которой мужчины баоань относятся и большим почтением и любят носить.
- Женская одежда — кофта и штаны, головное покрывало, при этом у девушек оно зелёного цвета, у молодых женщин — чёрного, а у старых женщин — белого. Цвет самой одежды как правило также зависит от возраста. Девушки одеваются в яркую одежду, носят длинные косы. Замужние женщины как правило одеваются в чёрную, синюю или белую одежду. По праздникам женщины баоань наряжаются в ярко-зелёную кофту и розовые брюки (Zhang Weiwen 1993: 72).

### Традиционная еда
- Изделия из муки, ямса, мясо, картофель.
- Чай с молоком и солью (Решетов 1998: 80).

### Традиции в семье баоань
- До середины XX века у баоаней сохранялась большая патриархальная семья из 3-4 поколений.
- На брак и обычаи баоаней сильное влияние оказал ислам. Смешению баоаней с соседними народами способствовали браки с единоверцами (Решетов 1998: 80).

### Свадебные обряды
Свадебные традиции баоаней характерны для жизни кочевников. В день свадьбы жених, его родственники и близкие люди верхом на лошадях встречают невесту у её дома, невеста с родными также едет к дому жениха. Обычно этот ритуал сопровождается скачками на лошадях.
После того, как жених прибыл к дому невесты, её семья разбрасывает горсти красных китайских фиников и грецких орехов по земле. Все присутствующие люди «дерутся» за финики и орехи, которые баоань считают символом любви и счастья. Затем юноши из деревни невесты требуют у спутников жениха выкуп за невесту, и в том случае, если им ничего не дают, они пачкают лица спутников жениха сажей. Также выкуп требуют со свахи, и если им отказывают или дают недостаточно денег, то над свахой подшучивают. Например могут снят с неё обувь и затащить в грязь. Все эти розыгрыши являются неотъемлемой частью предсвадебного веселья.
Также, согласно традициям баоань, в течение первых трех дней после свадьбы невеста не может есть пищу, приготовленную семьей жениха. Она ест лишь ту пищу, которую ей приносят из её дома, что должно напоминать ей о родителях.
Свадебная церемония проводится в доме жениха. Во время церемонии каждому гостю дают красные финики и грецкие орехи, являющиеся традиционным для баоань символом счастья (Zhang Weiwen 1993: 72-73).

## Религия
Большинство баоань исповедует ислам (сунниты) ханафитского мазхаба, часть баоаней в провинции Цинхай исповедует тибетский буддизм (ваджраяна) (Решетов 1998: 80).